# Soponya
Soponya nagyközség Fejér vármegyében, a Székesfehérvári járásban.

## Fekvése
Székesfehérvártól mintegy 25 kilométerre délre található, a Sárvíz völgyének nyugati oldalán; a környező települések: Aba, Káloz, Csősz, Tác (Gorsium) és Kisláng.
A település központján a Sáregres-Szabadbattyán közti 6307-es út halad végig, Kislánggal a 6331-es út kapcsolja össze, Tarnóca nevű külterületi településrészét pedig a 6301-es út érinti.

## Története
Soponya első ismert okirati említése 1192-ből származik. Az évszázadok során volt a település királyi, királynéi és nemesi birtok is, illetve Soponya és Nagyláng sokáig két különálló településnek számított. A török hódoltság idején a túlélést a környéken élők számára igen gyakran a Sárvíz mocsarai biztosították, ide menekült a lakosság vész esetén. 1650-ben Zichy István kezébe került a terület, amelynek központjában akkor még Nagyláng állt. A törökök kivonulása után azonban Nagyláng lakói egyre inkább a mai Soponya területén építkeztek, ezáltal az előbbi település jelentősége fokozatosan csökkent. A két községet végül 1936-ban egyesítették.

## Közélete

### Polgármesterei
| Időszak   | Polgármester                              | Párt                                      | Megjegyzés            |
| --------- | ----------------------------------------- | ----------------------------------------- | --------------------- |
| 1990–1994 | Ulcz Gyula                                | MDF-SZDSZ                                 |                       |
| 1994–1998 | Ulcz Gyula                                | független                                 |                       |
| 1998–2002 | Ulcz Gyula                                | független                                 |                       |
| 2002–2006 | Hollósi László                            | független                                 |                       |
| 2006–2010 | Hollósi László                            | független                                 |                       |
| 2010–2014 | Béndek József                             | független                                 |                       |
| 2014–2019 | Béndek József                             | független                                 |                       |
| 2019–2024 | Szücs Norbert                             | független                                 | hivataláról lemondott |
| 2024–2024 | Diószegi Anna alpolgármester, ügyvivőként | Diószegi Anna alpolgármester, ügyvivőként |                       |
| 2024–     | Diószegi Anna                             | független                                 |                       |

## Népesség
A település népességének változása:
| Lakosok száma | 1820 | 1818 | 1824 | 1722 | 1772 | 1768 | 1780 |
|               | 2013 | 2014 | 2015 | 2021 | 2022 | 2023 | 2024 |

A 2011-es népszámlálás során a lakosok 87,2%-a magyarnak, 0,3% németnek, 0,2% románnak mondta magát (12,8% nem nyilatkozott; a kettős identitások miatt a végösszeg nagyobb lehet 100%-nál). A vallási megoszlás a következő volt: római katolikus 45,4%, református 22%, evangélikus 0,2%, görögkatolikus 0,1%, felekezeten kívüli 10,6% (21,2% nem nyilatkozott).
2022-ben a lakosság 86%-a vallotta magát magyarnak, 0,3% cigánynak, 0,2% bolgárnak, 0,2% németnek, 0,1-0,1% görögnek és románnak, 2,2% egyéb, nem hazai nemzetiségűnek (13,9% nem nyilatkozott; a kettős identitások miatt a végösszeg nagyobb lehet 100%-nál). Vallásuk szerint 23,2% volt római katolikus, 15% református, 0,1% evangélikus, 0,1% görög katolikus, 0,3% egyéb keresztény, 1,2% egyéb katolikus, 12,2% felekezeten kívüli (47,9% nem válaszolt).

## Nevezetességei
- Zichy-kastély
- Vadászház
- Látványtár – Varga Zoltán magángyűjteménye

## Ismert emberek
- Itt született 1772-ben Pyrker János László egri érsek, az egri líceum alapítója
- Itt született 1836-ban Szentirmay Elemér zeneszerző, a 19. század végén divatos népszínművek megzenésítője.
- Itt született 1864-ben gróf Zichy Aladár, 1868-ban pedig fivére, gróf Zichy János is; mindketten politikusok, miniszterek voltak.
- Ugyancsak a hely szülötte és az előbbi család tagja volt gróf Zichy Gyula (1871–1942) kalocsai érsek is, aki a Magyar Tudományos Akadémia tagja is volt.
- Itt született 1864-ben Buzássy Ábel ciszterci szerzetes, paptanár, a felsőház póttagja.
- Itt született 1879-ben Hegedűs Lajos pedagógus, gyógypedagógus, a mozgáskorlátozott gyermekek első magyarországi iskolájának (Nyomorék Gyermekek Országos Otthona) első igazgatója (1913-1939).

## Képtár

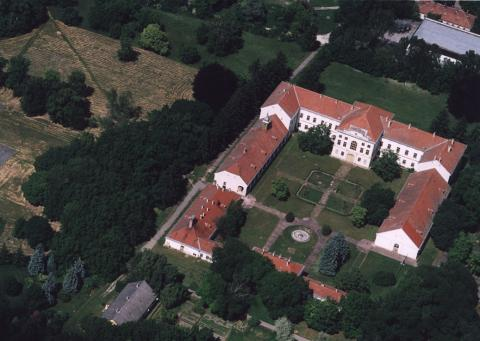
A nagylángi kastély légifelvételen
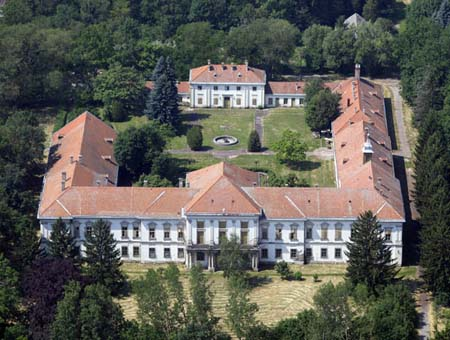
A nagylángi kastély légifelvételen
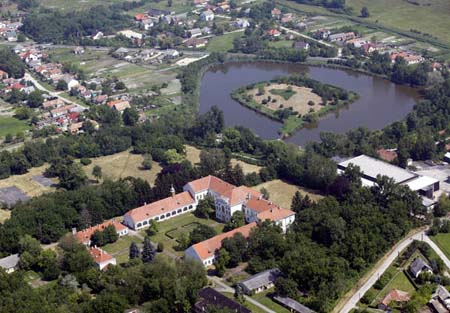
A nagylángi kastély légifelvételen
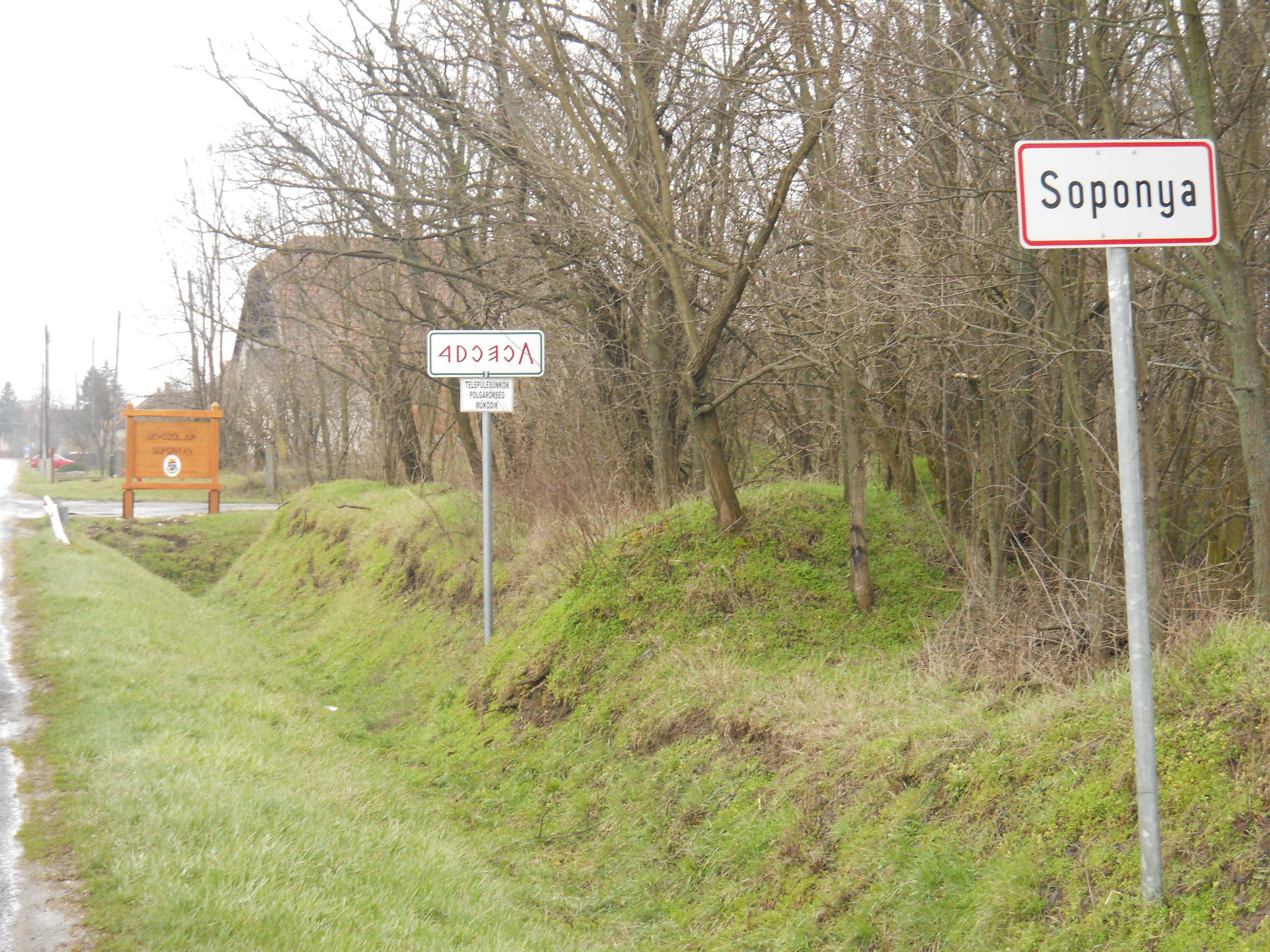
Helységnévtábla
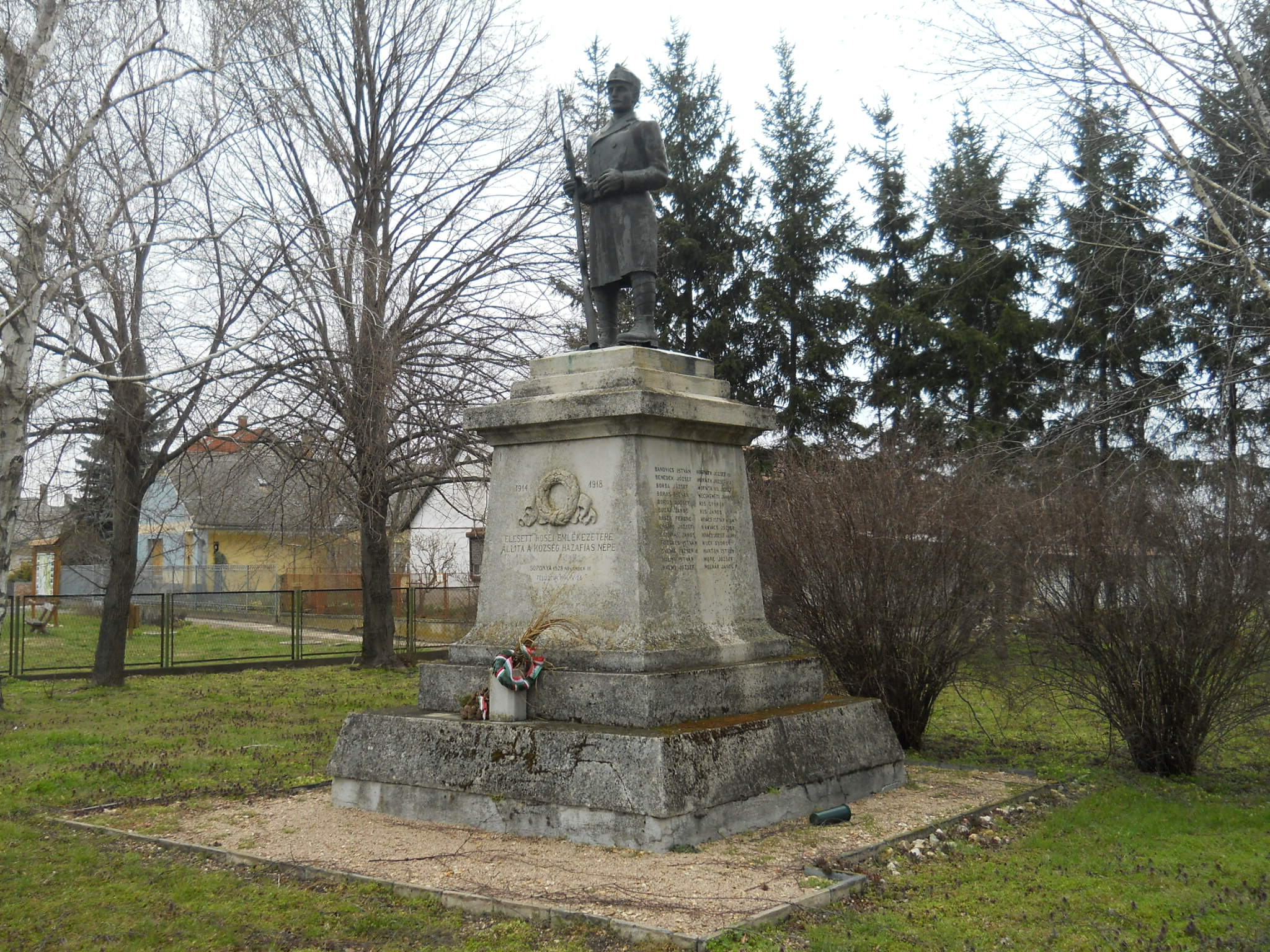
Első világháborús emlékmű
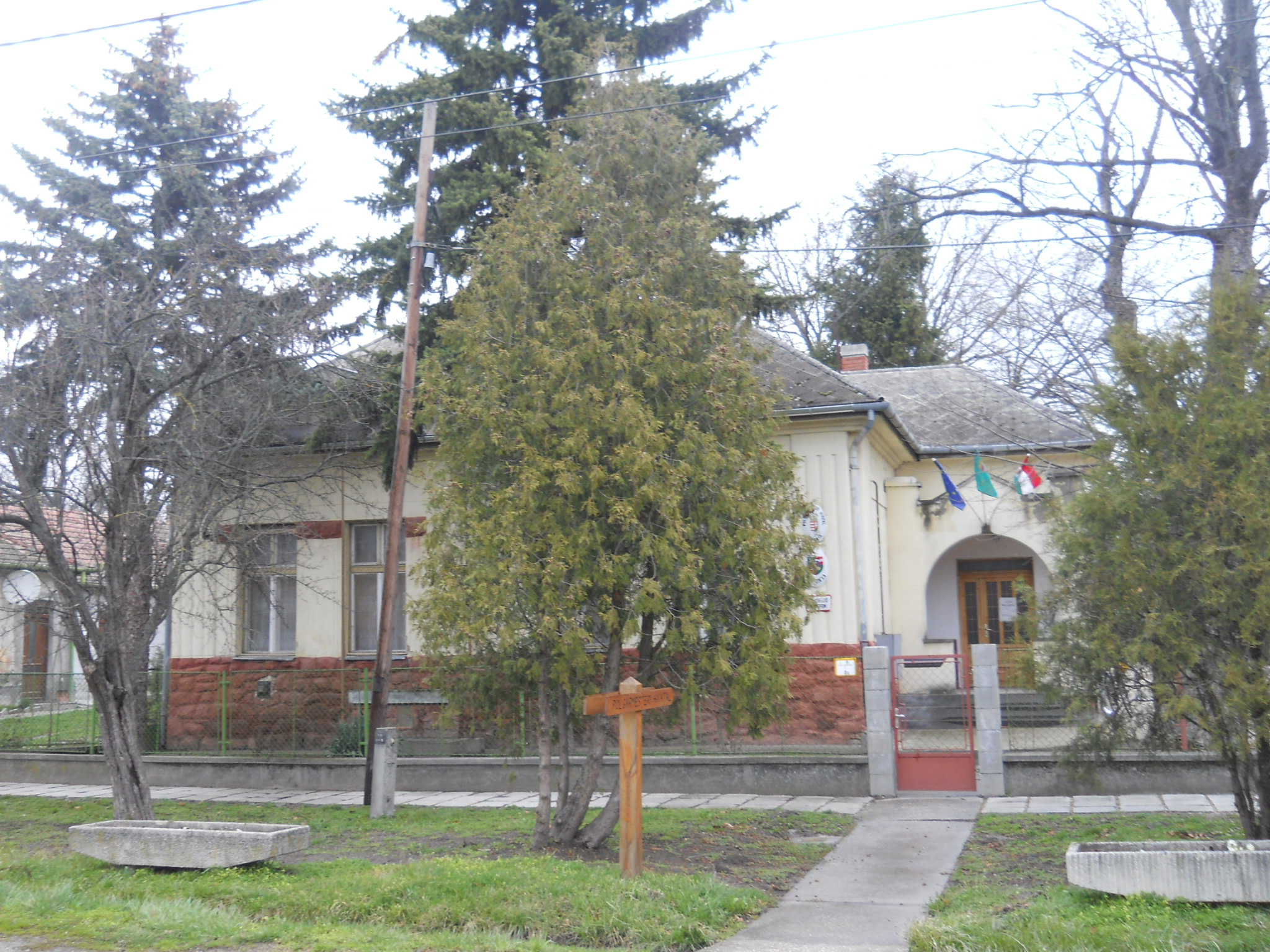
Polgármesteri hivatal
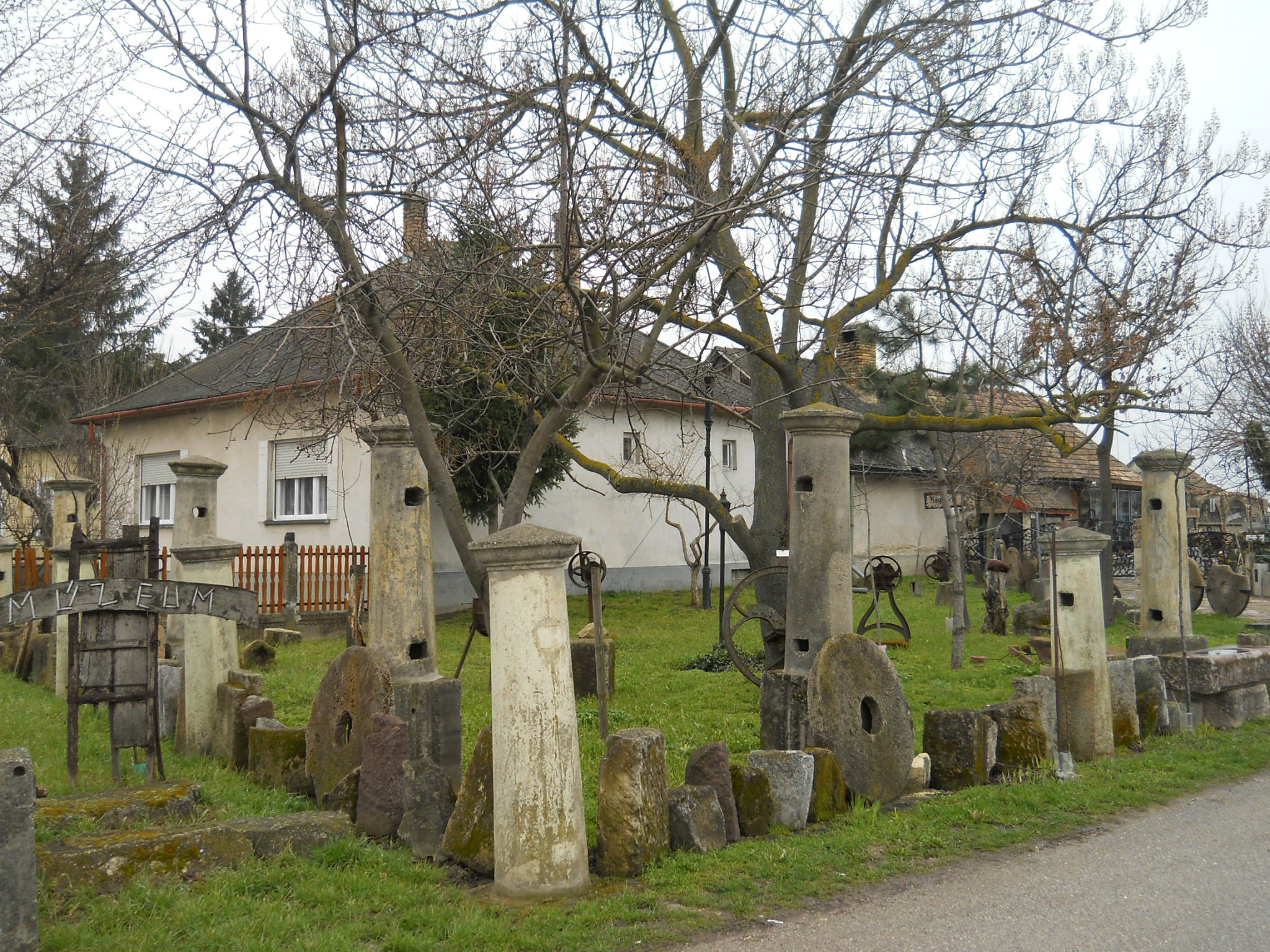
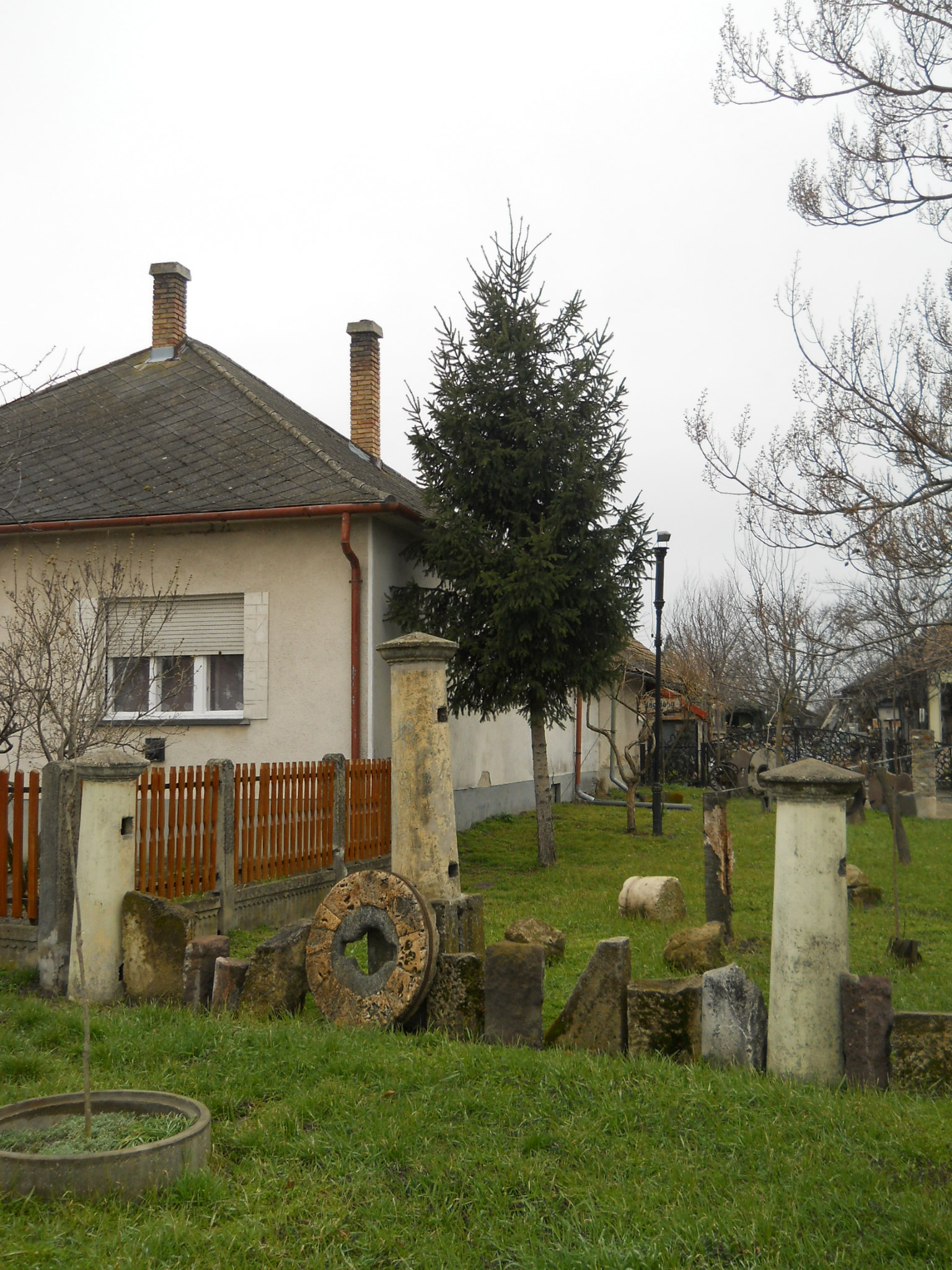
Szovjet emlékmű
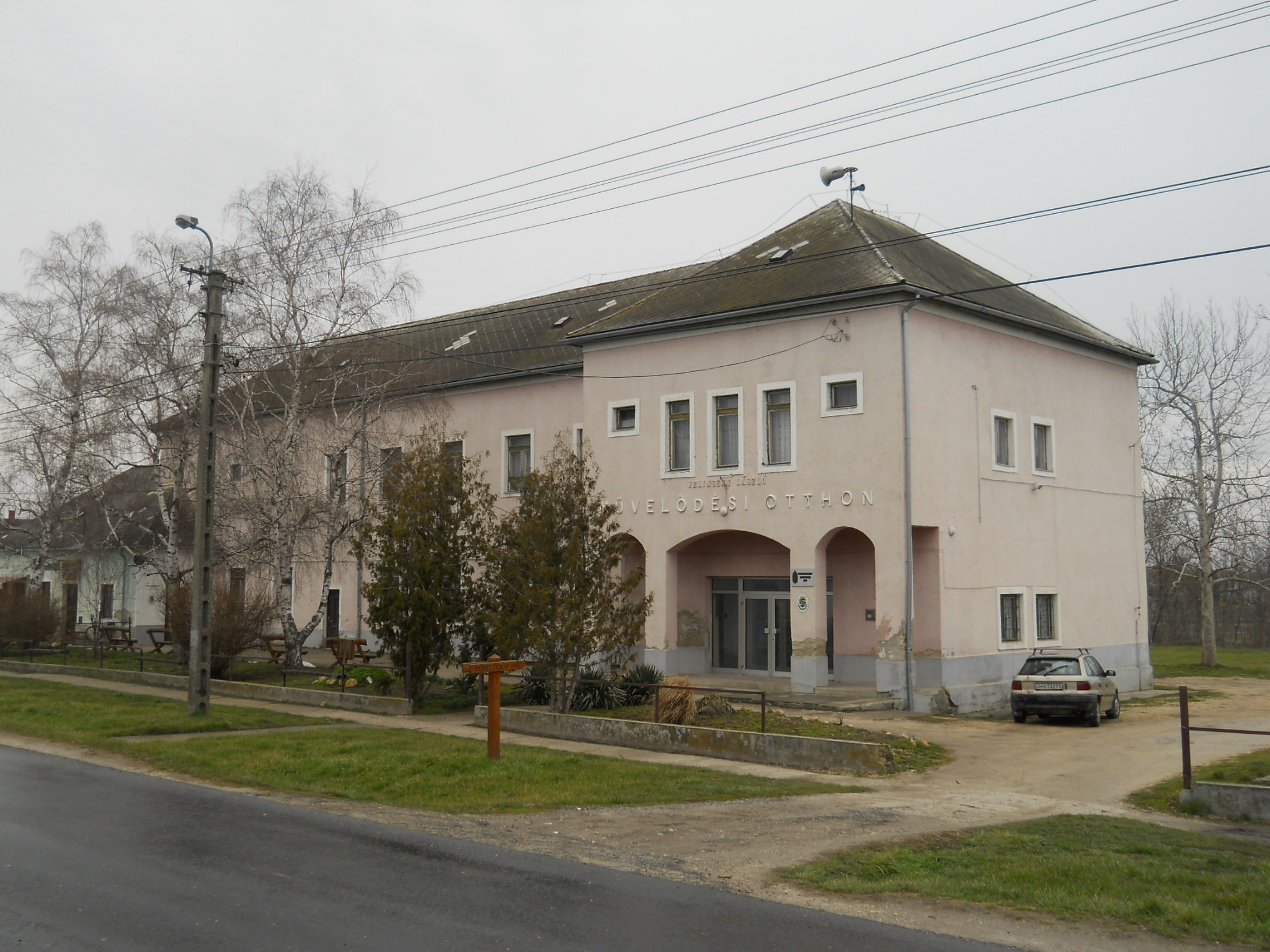
Művelődési otthon
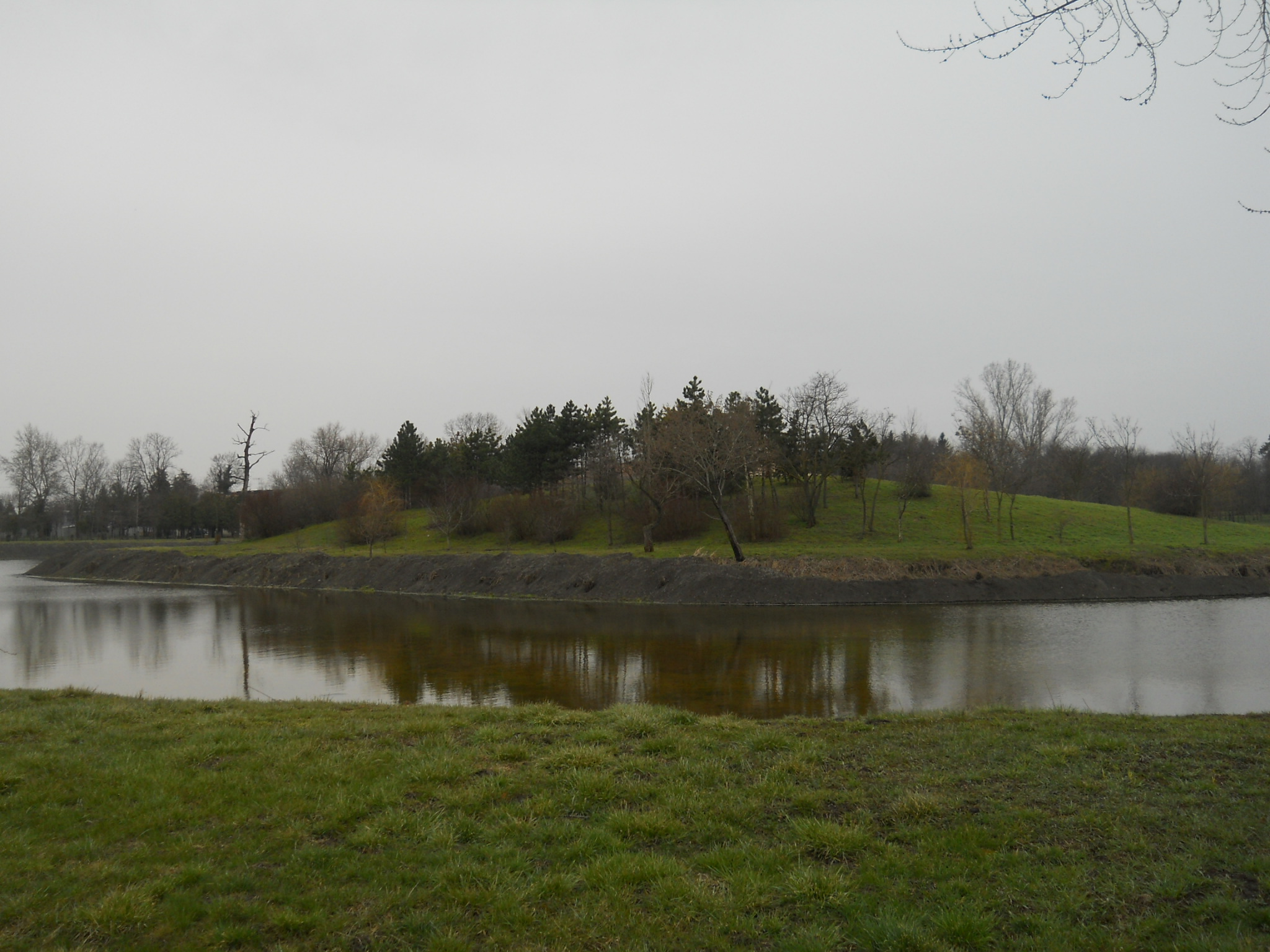
Nagyláng, tó
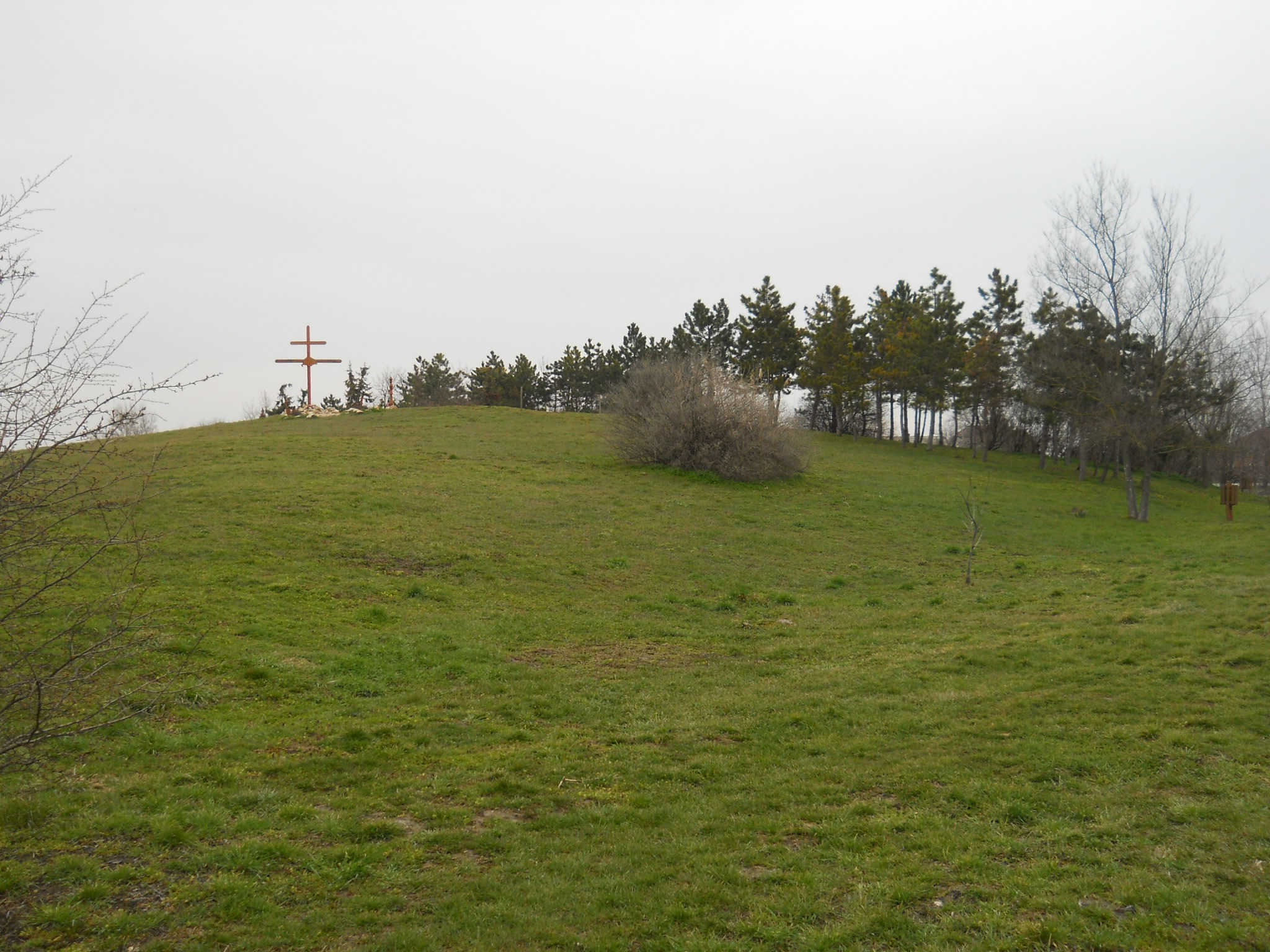
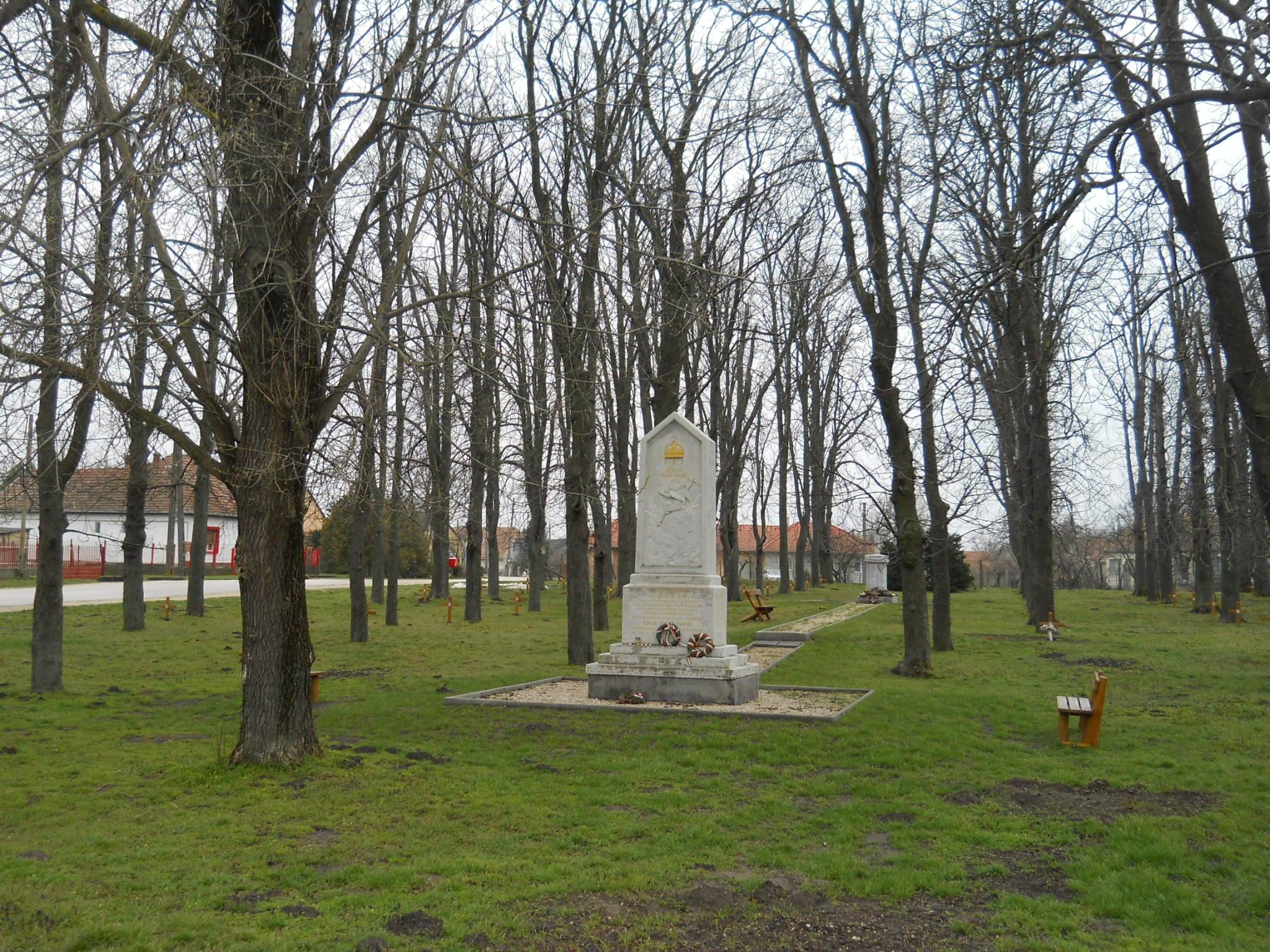
Park és háborús emlékmű Nagylángon
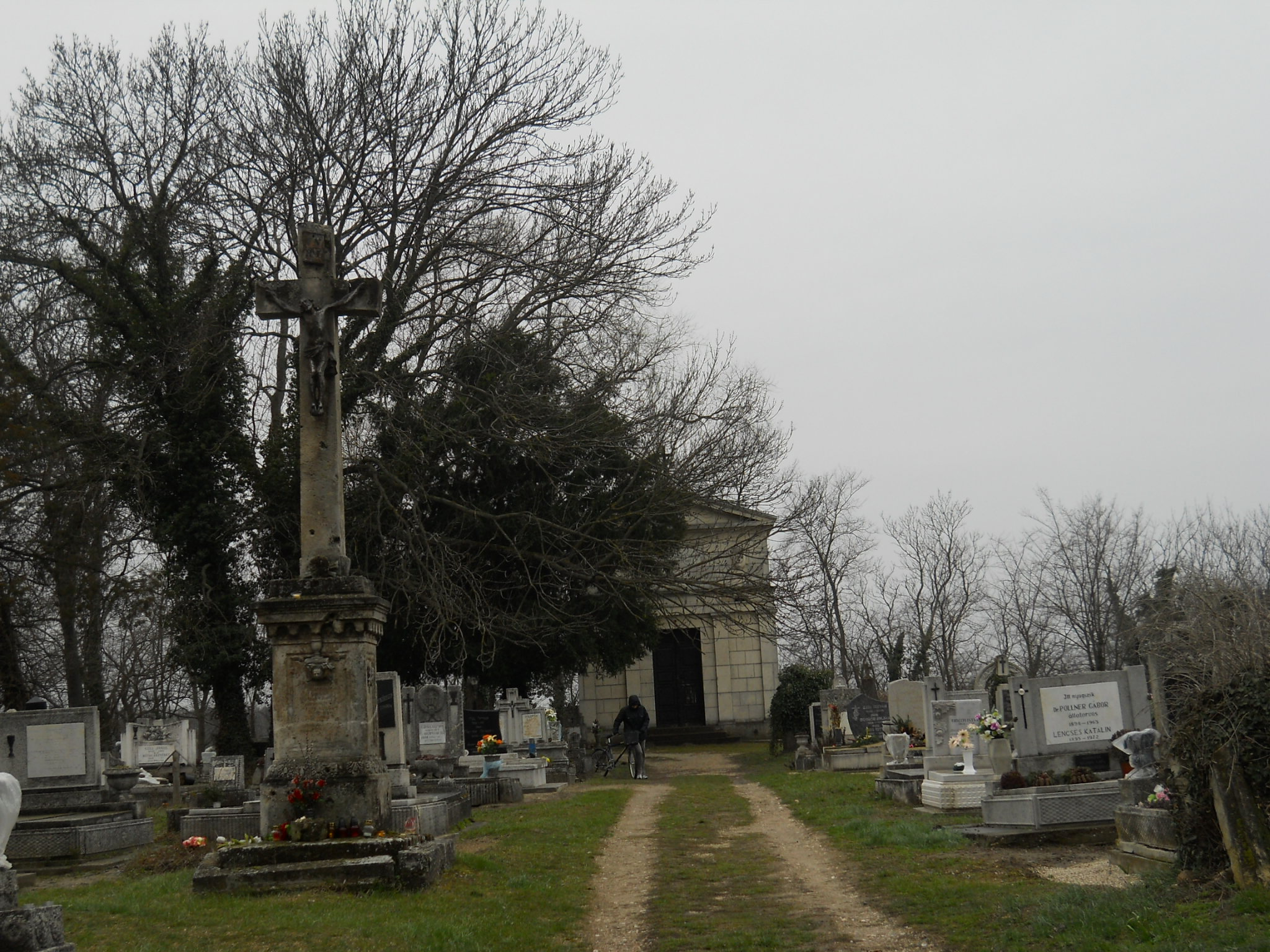
Temető, Nagyláng